# Phortica kukuanensis
Phortica kukuanensis är en tvåvingeart som beskrevs av Maca 2003. Phortica kukuanensis ingår i släktet Phortica och familjen daggflugor.
Artens utbredningsområde är Taiwan. Inga underarter finns listade i Catalogue of Life.